# Glenea rondoni
Glenea rondoni là một loài bọ cánh cứng trong họ Cerambycidae.